# 企鵝河
企鵝河（英語：Penguin River）是南極洲的河流，位於南喬治亞群島，發源自漢伯格湖，最終在霍爾斯角以南注入昆伯蘭東灣，由奧托·努登舍爾德率領的瑞典探險隊測量，由英國海外領土管轄。